# Condado de Will
O Condado de Will (em inglês:  Will County) é um dos 102 condados do estado americano do Illinois. A sede e maior cidade do condado é Joliet. Foi fundado em 12 de janeiro de 1836.
O condado possui uma área de 2 199 km², dos quais 2 167 km² estão cobertos por terra e 32 km² por água, uma população de 677 560 habitantes, e uma densidade populacional de 312,6 hab/km² (segundo o censo nacional de 2010). É o quarto condado mais populoso do Illinois.